# Anambraastrild
Der Anambraastrild (Estrilda poliopareia), auch Anambra-Astrild geschrieben, ist eine afrikanische Vogelart aus der Familie der Prachtfinken. Er hat ein sehr kleines Verbreitungsgebiet und die Gesamtpopulation wird auf weniger als 1000 Individuen geschätzt. Die IUCN stuft den Anambraastrild darum als gefährdet (vulnerable) ein.

## Beschreibung
Der Anambraastrild erreicht eine Körperlänge von zwölf Zentimetern. Es besteht kein auffälliger Sexualdimorphismus, die Weibchen sind auf der Körperunterseite lediglich etwas blasser.
Der Anambraastrild ist vom Oberkopf bis zum hinteren Rücken gräulich-braun. Die Oberschwanzdecken sind orangerot, der bräunlich schwarze Schwanz ist leicht gestuft und deutlich quergestreift. Die Körperunterseite trägt ein dunkles Gelbweiß, das an den Körperseiten in ein helles Bräunlich übergeht. Die Unterschwanzdecken sind weißlich ockerfarben. Wesentliche Unterscheidungsmerkmale zum Sumpfastrild sind die hellen Augen und der kräftige Schnabel.

## Verbreitung
Der Anambraastrild wurde lange Zeit nur an drei bis vier Stellen am unteren Niger im Süden Nigerias beobachtet. Mittlerweile wurde auch eine Population im Süden Benins nachgewiesen.
Sein Lebensraum sind hohe Gras- und Röhrichtdickichte entlang großer Flussläufe. Er wurde außerdem auf Maniokplantagen beobachtet. Anambraastrilde leben paarweise und in kleinen Gruppen von bis zu zwanzig Individuen, gelegentlich auch gemeinsam mit Schwärmen anderer Prachtfinkenarten. Die Nahrung besteht aus Grassamen, die Anambraastrilde direkt aus den Grasähren picken. Über weitere Verhaltensweisen ist aus Freilandbeobachtungen nichts bekannt.

## Systematik
Der Artstatus des Anambraastrilds wird bisher ohne endgültige Klärung diskutiert. Während ihn Sibley & Monroe als gute Art betrachten, stellen ihn Dowsett & Forbes-Watson als nunmehr sechste Unterart zu dem eng verwandten Sumpfastrild Estrilda paludicola, wobei sie sich allein auf die Auswertung von Fotos beziehen. In der Fachliteratur überwiegt die Klassifizierung als Estrilda poliopareia.

## Belege

### Einzelbelege
1. ↑  BirdLife Factsheet, abgerufen am 18. Juli 2010.
2. ↑  Fry et al., S. 294.
3. ↑  Fry et al., S. 293.
4. ↑  Auf der Suche nach dem Prachtfinken. Deutschlandradio Kultur, 6. Mai 2015, abgerufen am 6. Mai 2015.
5. ↑  Nicolai et al., S. 230.
6. ↑  Sibley, C. G. & B. L. Monroe (1990): Distribution and Taxonomy of Birds of the World. Yale University Press, New Haven, Connecticut
7. ↑  Dowsett, R.J. & A.D. Forbes-Watson (1993): Checklist of Birds of the Afrotropical and Malagasy Regions. Tauraco Press, ISBN 2-87225-000-X.
8. ↑   AVIBASE zum Anambraastrild, aufgerufen am 18. Juni 2010